# Aeropuerto de Wuyishan
El aeropuerto de Wuyishan (IATA: WUS, OACI: ZSWY) (chino: 武夷山机场, pinyin: Wǔyíshānjīchǎng) es el aeropuerto de la ciudad de Wuyishan en la ciudad-prefectura Nanping en la provincia Fujian, China.

## Aerolíneas y destinos
- China Eastern Airlines - Shangái-Hongqiao
- China Southern Airlines - Changsha, Guangzhou, Xiamen, Zhengzhou
- Shandong Airlines - Pekín, Jinan
- Xiamen Airlines - Fuzhou, Pekín, Xiamen, Hong Kong, Shangái-Pudong, Xi'an

## Estadísticas
Ver fuente y consulta Wikidata.